# Margarita Checa
Margarita Checa Arias-Schreiber (Lima, 17 de octubre de 1950) grabadora y dibujante peruana, es considerada además como una de las más notables escultoras figurativas de la plástica peruana. Ha desarrollado su trayectoria en varios países del extranjero, en Lima y en la selva alta peruana, donde actualmente vive y trabaja.

## Biografía
Nació en Lima en 1950, pero su niñez la vivió en Piura, ciudad ubicada en el norte peruano, de donde provenía su familia. A los 9 años se traslada a Lima, donde estudia en el colegio del Sagrado Corazón hasta los 15 años, cuando sus padres deciden llevarla a estudiar a un internado en Londres.
A su regreso a Lima, luego de tres años vacilaciones y sin contar con el apoyo paterno, decide estudiar arte en la Pontificia Universidad Católica del Perú. Posteriormente, en la década del noventa, se traslada a Costa Rica junto a su esposo, huyendo del conflicto armado interno desatado por Sendero Luminoso.
Retorna al Perú en 1996. Decide establecerse en la ciudad de Lima, capital del Perú, y construye su taller en Villa el Salvador. El siguiente año, en 1997, viaja por primera vez a Pucallpa (Ucayali) en busca de madera, en su viaje Checa constata la depredación de los bosques y este hecho la introduce en las preocupaciones ambientales.
En 2001 es entrevistada en un programa neoyorkino por el periodista Larry Davidson y esta entrevista obtiene un premio entre las mejores del año, resaltando así su trayectoria como escultora.
En 2013 promueve un importante evento en Perú que contó con la presencia de John D. Liu, cineasta y ecologista chino-estadounidense, para contribuir con propuestas y acciones relacionadas con la situación de la Amazonía.

### Formación artística
Cursó sus primeros estudios entre 1972 y 1980 en la Facultad de Arte de la Pontificia Universidad Católica del Perú, graduándose con honores. Entre sus maestros estuvieron la escultora italiana radicada en Lima Anna Maccagno y Adolfo Winternitz. Simultáneamente, entre 1975 y 1980, estudió en el taller de dibujo de la escultora Cristina Gálvez. Entre 1984 y 1985 estudió bajo la dirección del pintor peruano Leslie Lee Crosby.

## Obra

### Escultura
A decir del crítico de arte peruano Carlos Rodríguez Saavedra, la obra de Margarita Checa es resultado de la confluencia entre la innovación y la tradición. En sus esculturas plasma su visión y concepto del mundo, así como sus vivencias, lo cual hace que su obra adquiera una gran carga expresiva.
Además, en sus obras, la representación del cuerpo humano es reiterada, lo cual la ubica dentro del amplio espectro de artistas que exploran las posibilidades expresivas de la figura humana y que en el caso particular de la plástica peruana cuenta con exponentes de la talla de Cristina Gálvez, Marina Núñez del Prado y Johanna Hamann, cada una dentro de sus propios registros.
Ha trabajado en diversos materiales como la cera y el bronce. Sin embargo, es reconocida por su maestría en el trabajo con la madera, la cual emplea en esculturas de gran formato. Según la propia artista, este soporte —en especial el olivo— es un 5 elemento fundamental en su proceso creativo y en el entramado simbólico de su obra.

### Grabado
Su acercamiento a las artes gráficas viene de su aprendizaje en el taller dirigido por Víctor Femenias junto a los grabadores Alberto Agapito y Jorge Ara. Bajo su enseñanza aprendió las técnicas de la punta seca, la litografía y el aguafuerte. Ha participado en los Salones Anuales de Grabado organizados por Instituto Cultural Peruano Norteamericano (ICPNA) entre los años de 1972 y 1974.

## Docencia
Tuvo a su cargo el Taller de Dibujo y Escultura de la Pontificia Universidad Católica del Perú entre 1988 y 1989. Además fue Directora del Taller de Dibujo y Escultura de la escultora Cristina Gálvez entre 1982 y 1992, y ejerció la docencia en la Escuela de Arte y Diseño Corriente Alterna en Lima.

## Exposiciones
Desde 1977 la artista ha expuesto en diversas ciudades como Lima, Atlanta, Madrid y San José de Costa Rica, donde además residió entre 1993 y 1995.
En año 2013, el Instituto Cultural Peruano Norteamericano en Lima realizó una muestra antológica de sus 30 años de trayectoria artística.

### Individuales
- 1977, Galería Enrique Camino Brent. Lima, Perú.
- 1979, Galería Enrique Camino Brent. Lima, Perú.
- 1981, Galería Enrique Camino Brent. Lima, Perú.
- 1984, Galería Enrique Camino Brent. Lima, Perú.
- 1985, Taller Cristina Gálvez. Lima, Perú.
- 1985, Galería Macarrón. Madrid, España.
- 1989, Galería de la Municipalidad de Miraflores. Lima, Perú.
- 1991, Galería Enrique Camino Brent. Lima, Perú.
- 1996, Corriente Alterna. Lima, Perú.
- 1996, Galería de la Municipalidad de Miraflores. Lima, Perú.
- 1996, Lowe Gallery. Atlanta, Estados Unidos.
- 1997, Unveiling of Gea. Knoxville, Tennessee, Estados Unidos.
- 1998, Lowe Gallery. Atlanta, Estados Unidos.
- 1998, Galería Lucía de la Puente. Lima, Perú.
- 2000, Galería Arte Consult. Panamá, Panamá.
- 2000, Lowe Gallery. Atlanta, Estados Unidos.
- 2000, Galería Lucía de la Puente. Lima, Perú.[4]
- 2013, Galería Germán Krüger Espantoso. Lima, Perú.

### Colectivas
- 1972, 30.º aniversario de la Pontificia Universidad Católica del Perú. Lima, Perú.
- 1975, Países no alineados. Conferencia Ministerial. Hotel Crillón. Lima, Perú.
- 1977, Jóvenes Artistas. Galería Fórum. Lima, Perú.
- 1979, Escultura Contemporánea. Galería 9. Lima, Perú.
- 1979, 40 Aniversario de la Pontificia Universidad Católica. Lima, Perú.
- 1979, 9 Dibujantes Peruanos, Galería 9. Lima, Perú.
- 1981, 100 Años de Escultura en el Perú. Museo de Arte de Lima. Lima, Perú.
- 1982, Homenaje a Cristina Gálvez. Centro Cultural Petroperú. Lima, Perú.
- 1983, Primera Bienal. Trujillo, Perú.
- 1985, Segunda Bienal. Trujillo, Perú.
- 1985, Homenaje a Anna Maccagno. Sala Luis Miró Quesada Garland de la Municipalidad de Miraflores. Lima, Perú.
- 1986, Dibujo sobre tela. Galería Fórum. Lima, Perú.
- 1987, 5 Escultoras en Grabado. Galería El Taller. Lima, Perú.
- 1987, Arte Erótico. La Estación, Barranco. Lima, Perú.
- 1990, Desnudo. La Galería. Lima, Perú.
- 1991, Dibujo sobre tela. Galería Fórum. Lima, Perú.
- 1991, Poetisas y Artistas. Galería de la Municipalidad de Miraflores. Lima, Perú.
- 1991, Poetisas y Artistas. Galería del Banco de Crédito. Lima, Perú.
- 1992, Corriente Alterna. Lima, Perú.
- 1992, La Galería. Lima, Perú.
- 1993, Galería Arte Consult. Panamá, Panamá.
- 1993, Exhibición Itinerante en el Perú, República Dominicana y México.
- 1993, La Madera. Museo del banco Wiese. Lima, Perú.
- 1994, Museo de Jade. San José, Costa Rica.
- 1995, Primera Bienal de Madera. Alajuela, Costa Rica.
- 1995, Tres Mujeres. San José, Costa Rica.
- 1996, Museo Pedro de Osma. Lima, Perú.
- 1997, Primera Bienal de Lima. Lima, Perú.
- 1997, Noche de Arte. Museo de Arte. Lima, Perú.
- 1998, Galería del Banco de Comercio. Lima, Perú.
- 2000, Tensiones Generacionales. Galería Germán Krüger Espantoso. Lima, Perú.
- 2000, V Aniversario. Galería Lucía de la Puente. Lima, Perú.
- 2000, Galería Arte Consult. Panamá, Panamá.[4]
- 2001, El Libro del Artista. Galería de Arte Petro Perú. Lima, Perú.
- 2002, Homenaje a Anna Maccagno. Museo Italiano. Lima, Perú.
- 2002, Arte latinoamericano. Galería Lucía de la Puente. Lima, Perú.
- 2003, Inauguración Galería Lowe. Santa Mónica, California, Estados Unidos.
- 2004, Aniversario Galería Lowe. Atlanta, Estados Unidos.
- 2004, Museo de Arte Latinoamericano. MOLAA. Los Ángeles, California, Estados Unidos.
- 2004, Tensiones Generacionales. Galería Germán Krüger Espantoso. Lima, Perú.
- 2004, Galería Lucía de la Puente. Lima, Perú.
- 2005, Feria de Arte Miami. Miami, Estados Unidos.
- 2005, Feria de Arco. Madrid, España.
- 2006, Casacord. Lima, Perú.
- 2006, Museo de Arte. Lima, Perú.
- 2006, Museo de Arte Pedro de Osma. Lima, Perú
- 2009, Lowe Gallery. Atlanta, Estados Unidos.
- 2010, 15 Aniversario Galería Lucía de la Puente. Lima, Perú.
- 2011, Feria de Arte Pinta. Londres, Reino Unido.
- 2011, Galería Tasneem. Barcelona, España.
- 2012, Lowe Gallery. Atlanta, Estados Unidos.
- 2012, Galería de Arte Petro Perú. Lima, Perú.
- 2012, Galería Arte Consult. Panamá, Panamá.
- 2014, Comprart. Museo de la Nación. Lima, Perú.
- 2015, Comprart. Lima, Perú.
- 2015, Casacord. Lima, Perú.[8]